# 梅斯赫蒂
梅斯赫蒂（羅馬化：Meskheti），又称为萨姆茨赫，是喬治亞的一個歷史地區，位於喬治亞西南部山區。梅斯赫蒂在歷史上曾是鄂圖曼土耳其帝國的一部分，後來又被俄羅斯帝國統治。現今梅斯赫蒂在行政區劃上屬於薩姆茨赫-賈瓦赫蒂大区。